# Ajimu – Kaigan Monogatari
Ajimu – Kaigan Monogatari (jap. あじむ 〜海岸物語〜) ist eine Web-Anime-Serie, die von 2001 bis 2002 im Internet veröffentlicht wurde.

## Handlung
Der 17 Jahre alte Hirosuke Nakaido sieht eines Tages an der Bahnstation ein in seinen Augen wunderschönes Mädchen namens Ajimu Yasuna, in das er sich sofort verliebt. Als er versucht, sie anzusprechen, endet dies in einem Desaster und in zwei Ohrfeigen für ihn. Frustriert lässt er sich von seinem Schulkameraden und Kumpel Kazuki Izumiya dazu überreden, abends mit zwei Mädchen in eine Kneipe auszugehen Eines dieser Mädchen ist Suzune Takeno, die sich sofort in Hirosuke verguckt.
An diesem Abend tritt Ajimu als Musikerin in dieser Kneipe auf, sodass Hirosuke abermals die Gelegenheit ergreift, sie anzusprechen, um den Vorfall zu klären. Da Ajimu aber noch immer sauer auf Hirosuke ist, läuft sie weg. Hirosuke erfährt von Suzune, dass Ajimu in dieser Kneipe regelmäßig spielt, und so kommt er bald darauf wieder, um abermals mit Ajimu zu reden. Diesmal lässt sie sich auf das Gespräch ein und Hirosuke kann das Missverständnis aufklären.
Im Folgenden entwickelt sich eine gute Freundschaft zwischen den beiden und Hirosuke erfährt, dass Ajimu ihrem Exfreund nachtrauert, der sie vor zwei Jahren verlassen hat. Das entmutigt ihn, ihr seine Gefühle zu gestehen, da er sich nicht sicher ist, wie es um die ihren steht.
Bald darauf kommt Ajimus Exfreund Otomine Yūma aus London wieder nach Japan und will die alte Beziehung mit Ajimu fortsetzen. Hin- und hergerissen weiß Ajimu nicht, was sie machen soll, denn auch sie hat starke Gefühle zu Hirosuke entwickelt.
Als Hirosuke von einem Lastwagen angefahren wird und ohne Bewusstsein im Krankenhaus liegt, wird ihr klar, dass sie Hirosuke liebt.

## Veröffentlichung
Actas produzierte vier ungefähr 28 Minuten lange Episoden von Ajimu – Kaigan Monogatari. Das Character Design bei diesen übernahm Yoko Takanori, während Kō Nakagawa die Musik komponierte. Nakagawa übernahm diese Tätigkeit später unter anderem auch bei Basilisk.
Auf der Website nifty.com veröffentlichte man von 2001 bis 2002 die vier Episoden.